# Giáo dục Phần Lan
Giáo dục ở Phần Lan là một hệ thống giáo dục không thu học phí và trợ cấp bữa ăn đầy đủ phục vụ cho học sinh sinh viên toàn thời gian. Hệ thống giáo dục của Phần Lan hiện nay bao gồm các chương trình cho trẻ nhỏ dưới 2 tuổi (cho trẻ sơ sinh và trẻ mới biết đi) và chương trình cho trẻ độ tuổi mầm non (hoặc mẫu giáo cho trẻ đến sáu tuổi); chương trình giáo dục cơ bản toàn diện bắt buộc kéo dài chín năm (bắt đầu từ lúc bảy tuổi và kết thúc ở tuổi mười lăm); giáo dục đại học và dạy nghề sau phổ thông bắt buộc; giáo dục đại học (đại học và đại học khoa học ứng dụng); và giáo dục cho người lớn (suốt đời, liên tục). Chiến lược của Phần Lan để đạt được bình đẳng và sự xuất sắc trong giáo dục đã được xây dựng dựa trên một hệ thống trường phổ thông hỗn hợp công khai tài trợ mà không có lựa chọn, theo dõi, hoặc phân loại học sinh trong quá trình giáo dục cơ bản chung.
Một phần của chiến lược này là mở rộng mạng lưới trường học để học sinh có một trường gần nhà của họ bất cứ khi nào có thể, hoặc nếu điều này là không khả thi, ví dụ như khu vực nông thôn, giao thông đi lại cung cấp miễn phí cho các trường học phân bố phân tán. Giáo dục đặc biệt, bao gồm chương trình giáo dục đặc biệt tổng thể trong lớp học và những nỗ lực để giảm thiểu đạt thấp kém cũng là điển hình của hệ thống giáo dục Bắc Âu. Những học sinh Phần Lan không có gánh nặng thi cử, chỉ có một kỳ thi chuẩn hóa bắt buộc cho học sinh Phần Lan là bài thi Đại học Quốc gia (National Matriculation Examination).
Sau khi thời gian giáo dục cơ bản chín năm tại một trường học phổ thông hỗn hợp, học sinh ở độ tuổi 16 có thể chọn tiếp tục học tại trường đại học (lukio) hoặc theo học một trường dạy nghề (ammattikoulu), cả hai thường mất ba năm theo học. Giáo dục đại học được chia thành hệ thống các trường đại học nghiên cứu và đại học ứng dụng (ammattikorkeakoulu, còn được gọi là "trường đại học khoa học ứng dụng"). Các trường đại học cấp bằng tiến sĩ và bằng licentiat. Trước đây, chỉ có sinh viên tốt nghiệp đại học có thể có được cao hơn (sau đại học), tuy nhiên, kể từ khi thực hiện quy trình Bologna, tất cả những người có bằng cử nhân nay có thể đủ điều kiện để nghiên cứu học tập cao hơn. Có 17 trường đại học và các trường đại học 27 khoa học ứng dụng trong nước. Phần Lan là một trong những quốc gia có nền giáo dục phát triển nhất thế giới. 
Chỉ số Giáo dục, được xuất bản với chỉ số phát triển con người của Liên Hợp Quốc vào năm 2008, dựa trên dữ liệu từ năm 2006, đã liệt kê Phần Lan với điểm số 0,993, trong số các nền giáo dục cao nhất trên thế giới, trong nhóm có cả Đan Mạch, Australia và New Zealand. Bộ giáo dục Phần Lan cho rằng thành công của mình là nhờ "hệ thống giáo dục (giáo dục cơ bản thống nhất cho các nhóm tuổi toàn bộ), giảng viên có thẩm quyền cao, và quyền tự chủ cho các trường".